# Burt (Iowa)
Burt – miasto w Stanach Zjednoczonych, w stanie Iowa, w hrabstwie Kossuth.

## Demografia
Zgodnie ze spisem statystycznym z 2000, miasto liczyło 556 mieszkańców. W 2023 liczba mieszkańców spadła do 405 osób, a gęstość zaludnienia poniżej 369 osób/km².